# Netřesk Wulfenův
Netřesk Wulfenův (Sempervivum wulfenii) je druh sukulentních rostlin z rodu netřesk v čeledi tlusticovitých. Byl pojmenován po Franzi Xaverovi z Wulfenu. Autory prvního popisu tohoto druhu byli v roce 1831 Franz Karl Mertens a Wilhelm Daniel Joseph Koch.

## Výskyt

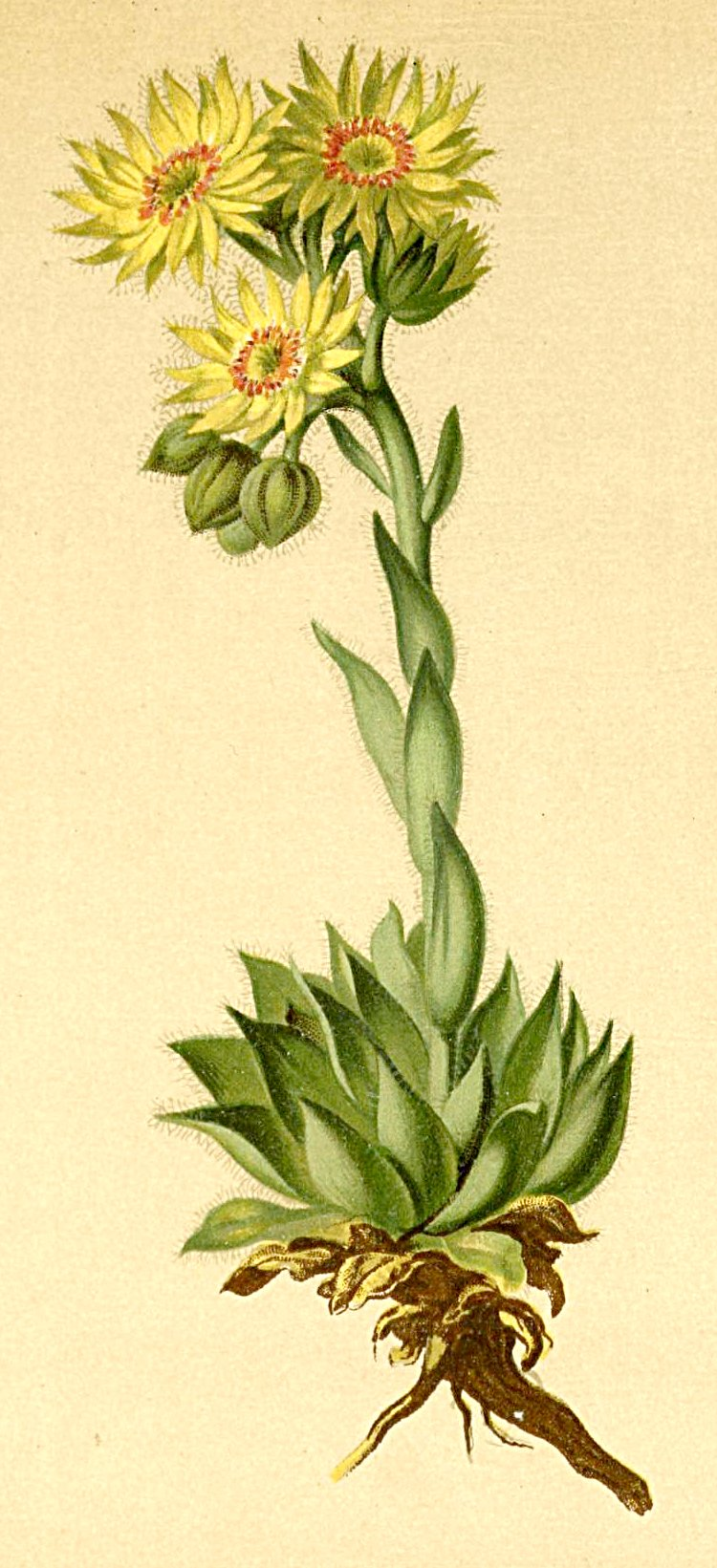
Sempervivum wulfenii subsp. wulfenii v atlasu alpské flóry Antona Hartingera

Jedná se převážně o horské rostliny. Netřesk Wulfenův roste ve východních Alpách ve Švýcarsku, Itálii, Rakousku a Slovinsku ve výškách 450–2700 metrů. Tento druh se vyhýbá vápenatým půdám. Atypická populace roste na extrémním východě areálu.

## Poddruhy
Rozlišují se následující poddruhy:
- Sempervivum wulfenii subsp. juvanii (Strgar) C.Favarger & J.Parn.: Tento poddruh má chlupaté povrchy listů a roste ve Slovinsku na Donačce Góře.
- Sempervivum wulfenii subsp. wulfenii: Tento poddruh má hladké plochy listů a kolonizuje výše uvedenou oblast s výjimkou Slovinska

## Popis
Vytváří přízemní růžice krátkých dužnatých listů. Jsou to rostliny víceleté, avšak po vykvetení rostlina odumře (patří tedy mezi tzv. monokarpické rostliny).
Sempervivum wulfenii roste s otevřenými rozetami o průměru 4 až 5 (zřídka až 10) centimetrů. Podlouhlé listy jsou šedavě zelené až modrozelené a na bázi často tmavě fialové. Jejich glaukomatózní list je dlouhý 20 až 40 milimetrů a široký 10 až 15 milimetrů. Okraje listů jsou ohnuty dovnitř směrem ke špičce. Okraj listu je porostlý chloupky, v horní části však bývá často holý. Pro ochranu jsou vnitřní listy rozety často sevřené dovnitř.